# Hieracium
- Commons
- Wikispecies

Hieracium é um género botânico pertencente à família Asteraceae. O grupo inclui cerca de 1 000 espécies de plantas perenes, presentes em todos os continentes excepto na Australásia. Muitas destas espécies são consideradas como ervas daninhas.

## Classificação do gênero
| Sistema | Classificação                               | Referência               |
| ------- | ------------------------------------------- | ------------------------ |
| Linné   | Classe Syngenesia, ordem Polygamia aequalis | Species plantarum (1753) |

1. ↑  «Hieracium — World Flora Online». www.worldfloraonline.org. Consultado em 19 de agosto de 2020